# Geografia politica
La geografia politica è l'ambito disciplinare della geografia umana che si occupa di studiare i differenti esiti, nei diversi luoghi, dei processi politici e di potere, così come i modi in cui quegli stessi processi sono condizionati dai contesti spaziali. Ai fini dell'analisi, la geografia politica adotta convenzionalmente una struttura analitica su tre livelli, che vede al centro lo Stato e la politica, con al di sopra lo studio delle relazioni internazionali al mondo che attengono alla geopolitica; al di sotto vi è invece lo studio delle località.
Rispetto a questi tre livelli, la sub-disciplina della geografia politica può essere sinteticamente definita come lo studio delle interrelazioni tra la popolazione, lo Stato e il territorio. La geografia politica, con il passare degli anni, tende a specializzarsi sempre di più: ad esempio esistono la geografia urbana, quella delle popolazioni e quella dei commerci. La geografia politica non deve essere confusa con la geopolitica.